# Svenska mästerskapet i korrespondensschack
Svenska mästerskapet i korrespondensschack är en mästerskapstävling i schack som avgör vem som får titeln Svensk mästare i korrespondensschack. Det första svenska mästerskapet spelades 1938 och såg Bertil Sundberg som vinnare och förste svenske mästare i korrespondensschack. Mästerskapet arrangeras av Sveriges Schackförbunds Korrschackkommitté  (SSKK), men hette på den tiden Sveriges Korrespondensschackförbund.
SSKK arrangerar också svenskt mästerskap för veteraner och svenskt mästerskap för lag. Fram till 2002 hette mästerskapet för lag lag-SM, därefter har tävlingen samordnats med lag-NM (nordiskt mästerskap). Bästa svenska lag i lag-NM vinner lag-SM.

## Svenska mästare
Ett svenskt mästerskap tar i regel två år att genomföra. Årtalet efter den korade sverigemästaren anger vilket år tävlingen startade och titeln därmed gäller.

- Sonny Colin 2015[4]
- Leif Rosén 2013[5]
- Ludvig Sandström 2011[6]
- Björn Fagerström 2009[7]
- Eric Bagger (Nylander) 2007[8]
- Bo Lindström 2005[9]
- Sebastian Nilsson 2003[10]
- Dan Olofsson 2001[11]
- Conny Persson 1999[12]
- Rune Degerhammar 1997[13]
- Niclas Hjelm 1996[14]
- Daniel Ronneland 1995[15]
- Arne Bjuhr 1994[16]
- Franco Lukez 1993[17]
- Robert Callergård 1992[18]
- Mats Lindgren 1991[19]
- Rune Holmberg 1990[20]
- Stefan Winge 1989[21]
- Johnny Becker 1988[22]
- Lennart Rydholm 1987[1]
- Mats Andersson 1986[1]
- Lars Enterfeldt 1985[1]
- Håkan Rothén 1984[1]
- Pavel Lacko 1983[1]
- Thomas Welin 1982[1]
- Bertil Wikström 1981[1]
- Hasse Mineur 1980[1]
- Taisto Varjomaa 1979[1]
- Ingemar Schütz 1978[1]
- Ulf Svenson 1977[1]
- Bengt Hammar 1976[1]
- Eric Nordström 1975[1]
- Bo Hernod 1974[1]
- Rune Averby 1973[1]
- Arne Bryntse 1972[1]
- Folke Ekström 1971[1]
- Bertil Wikström 1970[1]
- Harry Runström 1969[1]
- Bertil Wikström 1968[1]
- Hans Ek  1967[1]
- Eric Nordström 1966[1]
- Artur Mellgren 1965[1]
- Folke Ekström 1964[1]
- John Ljungdahl 1963[1]
- Martin Johansson 1962[1]
- Harry Åhman 1961[1]
- Thor Nättorp 1960[1]
- Harry Åhman 1959[1]
- Bertil Andersson 1958[1]
- Birger Wikström 1957[1]
- Olle Smith 1956[1]
- Willy Pettersson 1955[1]
- Manne Joffe  1954[1]
- Egon Arvidsson 1953[1]
- Gunnar Eidenfeldt 1952[1]
- Olle Smith 1951[1]
- Martin Johansson 1950[1]
- Stig Lundholm 1948[1]
- Bertil Sundberg 1947[1]
- Åke Lundqvist 1945[1]
- Hilding Brynhammar 1944[1]
- Bertil Sundberg 1943[1]
- Harald Malmgren 1942[1]
- Folke Ekströmb(1941[1]
- Hilding Brynhammar 1940[1]
- Bertil Sundberg  1938[1]